# The Crystals

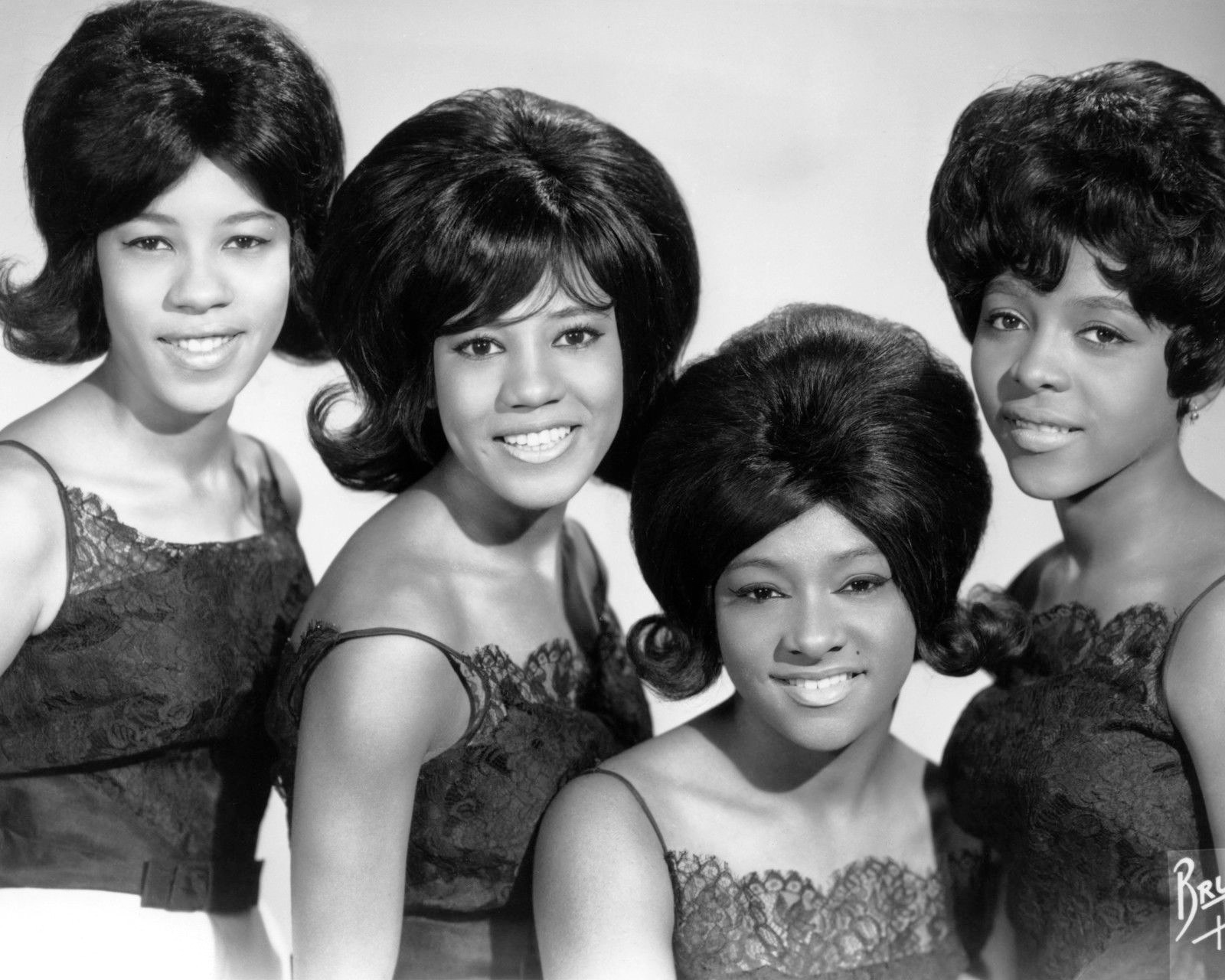
The Crystals en 1963 : de gauche à droite, Patricia Wright, Dolores Kenniebrew, Dolores Brooks, et Barbara Alston.

The Crystals est un groupe vocal féminin américain, archétype du girl group des années 1960. Il s'agit d'un quintet new-yorkais dont les tubes furent tous produits par Phil Spector.

## Histoire
Le premier titre qui les révèle s'intitule There's No Other (Like My Baby) (1961). Il est suivi par Uptown (1962). Pour ces deux tubes, la chanteuse soliste du groupe est Barbara Alston. Elle est entourée de Mary Thomas, Patsy [Patricia] Wright, Dee Dee [Dolores] Kennibrew et La La [Dolores] Brooks.
En 1962 et 1963, Phil Spector produit des disques des Crystals à Los Angeles sans la présence du groupe (elles sont restées à New York). À leur place, il a recours  aux Blossoms, dont la chanteuse principale est Darlene Love : He's a Rebel (1962) et He's Sure the Boy I Love (1963).
Les deux titres les plus célèbres des Crystals sont Da Doo Ron Ron et Then He Kissed Me. Ils sont enregistrés en 1963 (par les vrais Crystals cette fois) avec LaLa Brooks comme chanteuse principale.